# Maurice Couve de Murville

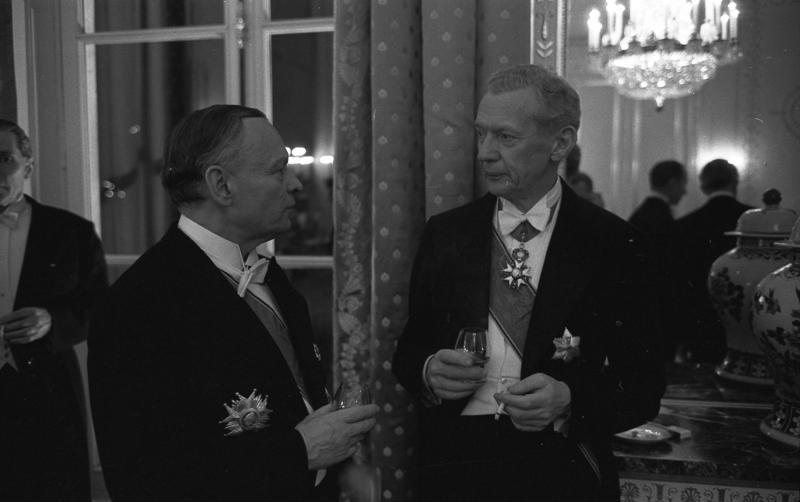
Maurice Couve de Murville (a destra)

Maurice Couve de Murville (Reims, 24 gennaio 1907 – Parigi, 24 dicembre 1999) è stato un funzionario, diplomatico e politico francese e primo ministro della Francia per 11 mesi dal 1968 al 1969 sotto la presidenza del generale de Gaulle.

## Biografia
Ispettore delle finanze dal 1930, diplomatico, diventa direttore delle Finanze Estere del regime di Vichy nel settembre 1940, e con queste funzioni siede alla Commissione d'armistizio di Wiesbaden.
Nel marzo 1943, dopo lo sbarco americano in Nordafrica, volta le spalle al governo collaborazionista e raggiunge Charles de Gaulle ad Algeri passando per la Spagna dove era stato inviato da Jean Jardin, il capo di Gabinetto di Pierre Laval. Giacché Couve si era avvalso di un passaporto diplomatico rilasciato dal governo di Vichy, Charles de Gaulle avrebbe dichiarato: « Couve ha passato i Pirenei dormendo» Si mette al servizio del generale Henri Giraud.
Dal 12 aprile al 6 giugno 1943 è segretario generale del Comitato di guerra ad Algeri. Dal 7 giugno al 9 novembre 1943 è commissario alle Finanze del Comitato francese di Liberazione nazionale (CFLN). Dall'ottobre 1943 partecipa alla commissione per gli affari italiani. Il 4 giugno 1944 è nominato dal Governo provvisorio della Repubblica francese delegato per gli affari italiani e in tale veste è inviato a Roma. Il 28 febbraio 1945 è nominato rappresentante presso il governo italiano, con il rango di ambasciatore, incarico che mantiene fino al 6 settembre dello stesso anno, quando è nominato direttore generale degli affari politici al ministero degli affari esteri. Dal 1945 al 1950 partecipa come delegato alla Conferenza per la pace, all'assemblea generale dell'ONU e alle riunioni dei ministri degli affari esteri delle potenze vincitrici a Mosca (la "Conferenza dei quattro").
Occupa quindi diversi posti d'ambasciatore della Repubblica francese, al Cairo (dal 1950 al 1954), presso la NATO (1954), a Washington (dal 1955 al 1956) e a Bonn (dal 1956 al 1958).

## Ministro degli esteri di De Gaulle
Al ritorno al potere del generale de Gaulle nel maggio 1958, è nominato ministro degli Esteri, incarico che mantiene fino all'ultimo governo Pompidou (31 maggio - 10 luglio 1968), dove sostituisce Michel Debré al ministero dell'Economia e Finanze. Già a partire dal 1967 il nome di Couve incomincia a circolare come possibile successore di Pompidou. L'operazione è tuttavia rimandata giacché alle elezioni legislative del 1967 Couve non riesce a farsi eleggere, pertanto non ha la legittimità per ambire alla guida di governo.

## Primo ministro
Alle elezioni anticipate del 1968 è eletto deputato, e il successivo 10 luglio è nominato Primo ministro al posto di Georges Pompidou in disgrazia con il presidente della Repubblica De Gaulle. Pompidou, infatti, aveva dato prova di possedere una forte personalità durante i moti studenteschi e sindacali nel maggio 1968, ed era riuscito a vincere le elezioni anticipate. Couve, invece, è solo un esecutore che non può certo fare ombra a De Gaulle.
Con solo diciotto ministri, il governo Couve è il più stringato della Quinta Repubblica francese, record soltanto uguagliato dal primo governo di François Fillon (17 maggio 2007 – 18 giugno 2007). La durata del governo Couve sarà brevissima, perché nell'aprile 1969 De Gaulle, prendendo atto del voto contrario della maggioranza dei francesi al referendum sulla riforma del Senato e delle Regioni, decide di dimettersi a tre anni dalla scadenza del suo mandato. In giugno è eletto presidente Georges Pompidou e Couve, inviso al nuovo presidente della Repubblica (nell'autunno 1968 lo aveva tenuto all'oscuro del tentativo di coinvolgere la moglie Claude Pompidou nel "caso Markovic"), deve lasciare l'incarico di Primo ministro.

## Fine del percorso politico
Nell'ottobre 1969 tenta di tornare all'Assemblea nazionale presentandosi a un'elezione suppletiva, ma è battuto dall'avversario Michel Rocard all'epoca segretario del Partito Socialista Unificato (PSU). È eletto deputato nel 1973 dell'UDR, il partito gollista che nel 1978 sarà trasformato da Jacques Chirac nel RPR. Fino al maggio 1981 presiede l'influente commissione Finanze dell'Assemblea nazionale. Rieletto nel 1979 e nel 1981, nel 1986 lascia l'Assemblea nazionale per il Senato, dove resterà fino al 1995.
È stato sepolto nel cimitero di Montparnasse (18ª divisione).

## Mandati politici
- 1º giugno 1958 – 31 maggio 1968: ministro degli affari esteri.
- 31 maggio 1968 – 10 luglio 1968: ministro dell'economia e delle finanze.
- 10 luglio 1968 – 20 giugno 1969: Primo ministro.
- 1968 e 1973 – 1986: deputato UDR, poi RPR di Parigi.
- 1973 – 1978: presidente della Commissione degli Affari Esteri dell'Assemblea nazionale.
- 1986 – 1995: senatore di Parigi.

## Opere
- Une politique étrangère, 1958-1969 (1971)
- Le Monde en face (1989)